# Министерство иностранных дел Узбекистана
Министерство иностранных дел Республики Узбекистан, сокращённо МИД Узбекистана (узб. O‘zbekiston Respublikasi Tashqi ishlar vazirligi) — орган исполнительной власти Республики Узбекистан, входящий в Кабинет министров Республики Узбекистан и реализующий, исходя из принципов, определённых Конституцией Республики Узбекистан, а также международно-правовыми нормами, внешнюю политику Республики Узбекистан.
Министерство осуществляет свою деятельность под непосредственным руководством Президента Республики Узбекистан.
Основными задачами Министерства являются претворение в жизнь принципа государственного суверенитета и практическая реализация внешнеполитического курса Республики Узбекистан, защита государственных интересов и прав граждан Узбекистана в отношениях с зарубежными странами, а также в международных и региональных организациях.

## Структура МИД Узбекистана
| Министр | Саидов Бахтиёр Одилович                                                                                |  |  |
| Первый заместитель министра                                                                                                   | Аълоев Бахромжон Журабоевич                                                                            |  |  |
| Заместитель министра | Хамраев Эркин Жалилович                                                                                |  |  |
| Заместитель министра | Усманов Бобур Масудович                                                                                |  |  |
| Заместитель министра | Фазилов Гайрат Ганиевич                                                                                |  |  |
| Специальный представитель Президента Республики Узбекистан по Афганистану                                                     | Иргашев Исматулла Раимович                                                                             |  |  |
| Управление по сотрудничеству со странами Европы и НАТО                                                                        | Начальник Ахатов Дилшод Хамидович                                                                      |  |  |
| Управление по делам США и стран Америки                                                                                       | Начальник Султанов Kадамбай Шарипович                                                                  |  |  |
| Управление по сотрудничеству со странами Среднего и Ближнего Востока                                                          | Начальник Акбаров Отабек Хамидуллаевич                                                                 |  |  |
| Управление по сотрудничеству со странами Азиатско-Тихоокеанского региона                                                      | Начальник Фатхуллаев Абрар Джахангерович                                                               |  |  |
| Управление по сотрудничеству со странами СНГ, в том числе с Россией                                                           | Начальник Агзамходжаев Алишер Анварович                                                                |  |  |
| Управление по делам ООН и международных организаций                                                                           | Исполняющий обязанности начальника Шигабутдинов Ильдар Рунитович                                       |  |  |
| Управление по сотрудничеству со структурами СНГ и ШОС                                                                         | Начальник – Национальный координатор Республики Узбекистан по делам ШОС Назаров Рахматулла Джурабаевич |  |  |
| Управление государственного протокола                                                                                         | Начальник Изамов Джавхар Анварович                                                                     |  |  |
| Договорно-правовое управление                                                                                                 | Начальник Азимов Мирвохид Мирильёсович                                                                 |  |  |
| Управление по культурным и гуманитарным связям                                                                                | Начальник Кабулжанов Юсуп Ортиваевич                                                                   |  |  |
| Пресс-служба | Руководитель Каипбергенов Адилбек Тулепбергенович                                                      |  |  |
| Управление по анализу и выработке предложений по актуальным вопросам обеспечения международного сотрудничества и безопасности | Начальник Тилавов Алиёр Нуриллоевич                                                                    |  |  |
| Консульское управление | Начальник Азизов Бобур Бахтиёрович                                                                     |  |  |
| Управление кадров и учебных заведений                                                                                         | Начальник Сагдуллаев Джахангир Маликович                                                               |  |  |
| Управление обеспечения связи, компьютерных систем и сети Интернет                                                             | Начальник Дусимов Абдумажид Абдурашитович                                                              |  |  |
| Финансово — экономическое управление                                                                                          | Начальник Шакиров Хасан Рустамович                                                                     |  |  |
| Бухгалтерия | Начальник Рустамов Шавкат Шахабович                                                                    |  |  |
| Управление делами | Начальник Ишанджанов Тулашбек                                                                          |  |  |
| Информационное агентство «Жахон»                                                                                              | Директор Гулямов Аброр Ахрорович                                                                       |  |  |
| Служба дипломатического сервиса «Дипхорижхизмат»                                                                              | Начальник Каюмов Абдурахим Рашидович                                                                   |  |  |
| Университет мировой экономики и дипломатии                                                                                    | Ректор Сафоев Содик Салихович                                                                          |  |  |
| Дипломатические курсы при Университете мировой экономики и дипломатии                                                         | Исполняющий обязанности директора Расулов Адхам Гафурович                                              |  |  |
| Академический лицей | И.о. директора Бакоев Матёкуб Тешаевич                                                                 |  |  |

## В соответствии с возложенными задачами министерство
- разрабатывает предложения по вопросам стратегии внешней политики Республики Узбекистан, защиты и продвижения её внешнеполитических интересов, а также по общим проблемам международной деятельности государства;
- координирует работу министерств, ведомств, учреждений по развитию международных связей;
- содействует развитию внешних экономических связей, установлению и расширению контактов с международными финансовыми, экономическими и иными организациями;
- проводит переговоры и заключает договора и соглашения с соответствующими государственными органами и внешнеполитическими учреждениями других стран, а также с международными организациями;
- является депозитарием оригиналов текстов этих договоров и соглашений;
- представляет на ратификацию в Олий Мажлис соответствующие государственные договоры и соглашения;
- направляет вступившие в силу межгосударственные договоры и соглашения Республики Узбекистан в Секретариат Организации Объединенных Наций для регистрации или для хранения в делах, занесения в перечень или опубликования;
- принимает меры по обеспечению контроля за выполнением обязательств сторон по государственным договорам Республики Узбекистан;
- ведет протокольную подготовку и принимает меры по организационному обеспечению визитов Президента Республики Узбекистан, Председателя Олий Мажлиса, Премьер-министра и Министра иностранных дел Республики Узбекистан в иностранные государства в соответствии с Положением о государственном дипломатическом протоколе Республики Узбекистан;
- формирует и направляет официальные делегации Республики Узбекистан для участия в работе международных конференций, заседаний в международных и региональных организациях;
- организует и участвует в приеме официальных государственных делегаций зарубежных государств и проводит политическую, дипломатическую, протокольную и представительскую работу;
- способствует развитию международных контактов министерств и ведомств, общественных объединений и граждан Республики Узбекистан в области экономики, культуры, научно-технического обмена и торговли;
- содействует через Информационное Агентство «Жахон» распространению за рубежом объективной информации о внешней и внутренней политике Республики Узбекистан;
- оказывает содействие министерствам, ведомствам и организациям Республики Узбекистан в области дипломатического протокола, в осуществлении ими контактов с посольствами и другими зарубежными представительствами;
- осуществляет как на территории республики, так и за рубежом, дипломатические и консульские сношения с иностранными государствами, международными, межправительственными и региональными организациями;
- поддерживает в соответствии с нормами международного права и законодательством Узбекистана отношения с постоянными дипломатическими представительствами других государств на территории республики, аккредитует сотрудников дипломатических представительств;
- аккредитует иностранных корреспондентов, принимает меры для информирования общественности о внешней политике Республики Узбекистан, проводит брифинги, пресс-конференции и встречи с журналистами других государств;
- аккредитует торговые представительства иностранных государств, представительства и миссии международных политических, экономических и финансовых организаций и объединений;
- создает условия для соблюдения на территории Республики Узбекистан дипломатического и консульского иммунитета иностранных представительств и международных организаций, оказывает им содействие в выполнении их функций в соответствии с нормами международного права;
- содействует развитию связей и контактов с соотечественниками, проживающими за рубежом;
- оформляет паспортно-визовую документацию;
- ведет дела по истребованию и легализации документов для местных и иностранных юридических лиц и граждан, решает другие консульские вопросы, связанные с актами гражданского состояния и нотариата;
- участвует в установленном порядке в рассмотрении ходатайств по вопросам приема в гражданство Республики Узбекистан лиц, въезжающих в Республику Узбекистан;
- разрабатывает проекты законодательных актов по вопросам, касающимся внешнеполитической деятельности, подготавливает предложения по внесению изменений и дополнений в республиканское законодательство.

## Для выполнения возложенных на него задач министерство имеет право
- вести в пределах своих полномочий переговоры с соответствующими государственными органами, внешнеполитическими учреждениями и дипломатическими представительствами других стран и осуществлять с ними официальную переписку от имени государства;
- направлять запросы и получать данные, предложения, заключения и другие необходимые материалы по вопросам внешнеполитической и внешнеэкономической деятельности от министерств, ведомств, организаций, учреждений и предприятий Республики Узбекистан;
- образовывать координационные, научно-методологические и иные советы, межведомственные экспертные комиссии, а также созывать специальные совещания по проблемам внешнеполитической деятельности;
- создавать при необходимости временные рабочие группы из числа ученых, специалистов для подготовки предложений, заключений и аналитических материалов в области международных отношений;
- производить в установленном порядке на основе взаимности обмен необходимой информацией с зарубежными странами, получая для этого от соответствующих министерств, ведомств и организаций требуемые материалы;
- осуществлять руководство Университетом мировой экономики и дипломатии и др.